# Russell Mwafulirwa
Russell Mwafulirwa (* 24. února 1983, Zomba, Malawi) je fotbalový útočník a reprezentant Malawi, který v současné době hraje ve švédském klubu IK Sleipner.

## Klubová kariéra
Russell Mwafulirwa, rodák z města Zomba, hrál kopanou v Malawi nejprve za klub Silver Strikers FC a poté za Big Bullets FC. Pak odešel v roce 2002 do Jihoafrické republiky do klubu Jomo Cosmos FC, odkud v létě 2006 přestoupil do Ajax Cape Town FC. V lednu 2008 si našel angažmá ve Švédsku, zaměstnal jej klub IFK Norrköping. V roce 2012 se vrátil do Jomo Cosmos FC, ale už v létě 2012 se stal hráčem švédského IK Sleipner.

## Reprezentační kariéra
V seniorské reprezentaci Malawi debutoval v roce 2002. Zúčastnil se Afrického poháru národů 2010 v Angole, kde se tým Malawi střetl v základní skupině A postupně s Alžírskem (výhra 3:0), domácí Angolou (porážka 0:2) a reprezentací Mali (porážka 1:3). Na turnaji odehrál dva zápasy, v obou se střelecky prosadil (dal gól v utkání proti Alžírsku a Mali). Malawi obsadilo ve skupině se ziskem 3 bodů nepostupové čtvrté místo.